# Sophie Marceau

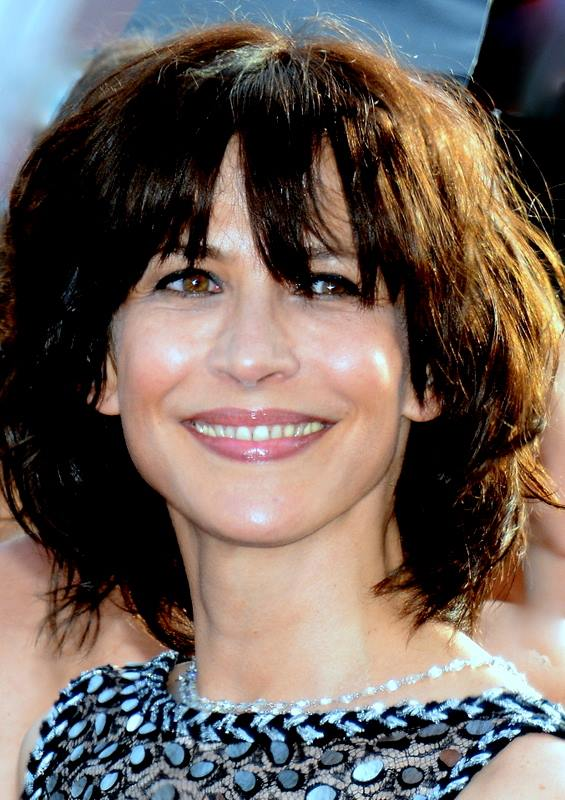
Sophie Marceau (2015)

Sophie Marceau [sɔˈfi maʁˈso] (* 17. November 1966 als Sophie Danièle Sylvie Maupu in Paris) ist eine französische Schauspielerin. Sie wurde als Teenager mit den Filmen La Boum (1980) und La Boum 2 (1982) bekannt. Später etablierte sie sich in Frankreich als Filmstar. In der zweiten Hälfte der 1990er-Jahre trat sie in mehreren englischsprachigen Produktionen auf, durch die sie auch außerhalb Europas bekannt wurde, insbesondere als Prinzessin Isabelle in Braveheart (1995) und als Bond-Gegenspielerin Elektra King in Die Welt ist nicht genug (1999).

## Leben

### Privatleben

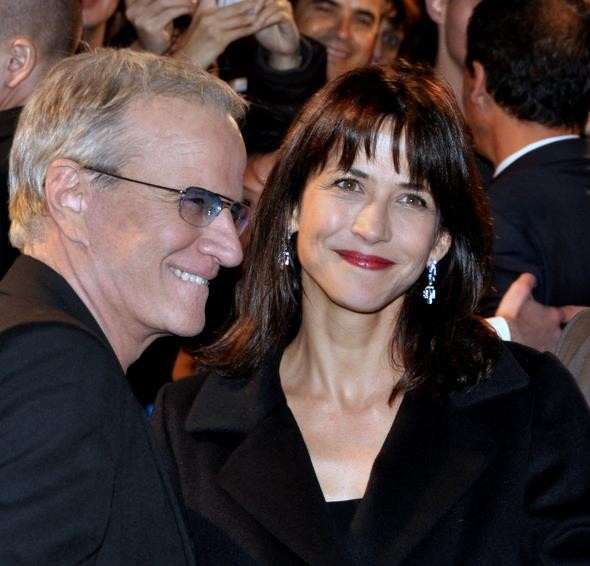
Sophie Marceau mit Christopher Lambert (2012)

Sophie Marceau wurde 1966 in Paris als zweites Kind der Verkäuferin Simone Morisset (1938–2016) und des Kraftfahrers Benoît Maupu (1935–2020) geboren.
Marceau führte 17 Jahre lang eine Beziehung mit dem polnischen Regisseur Andrzej Żuławski. Ihr gemeinsamer Sohn wurde 1995 geboren. Sie lebte zeitweilig mit Żuławski in Warschau und eignete sich Grundkenntnisse des Polnischen an. Aus ihrer Beziehung mit dem Produzenten Jim Lemley stammt ihre 2002 geborene Tochter. 
Von 2007 bis 2014 war Marceau mit dem Schauspieler Christopher Lambert zusammen. 2016 war Marceau zehn Monate lang mit dem Koch und Restaurantbesitzer Cyril Lignac liiert.

### Karriere

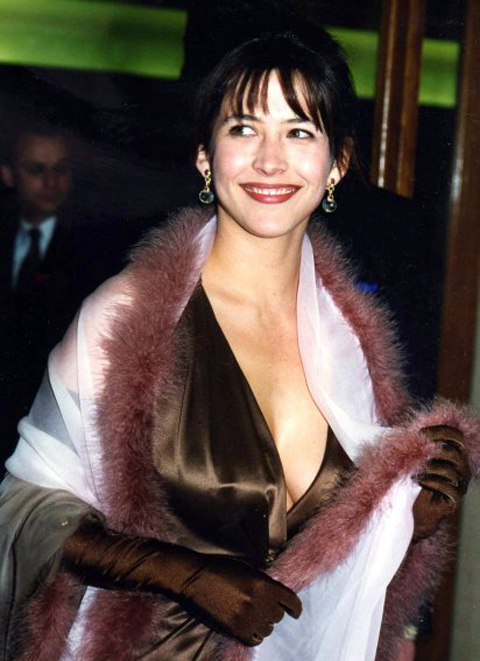
Sophie Marceau (1996)

Marceau wurde im Alter von 14 Jahren mit der Teenager-Komödie La Boum (1980) in Frankreich und zahlreichen europäischen Ländern über Nacht zum Star. Die Fortsetzung, La Boum 2 (1982), steigerte ihre Bekanntheit noch. Für ihre Darstellung erhielt sie 1983 den französischen Filmpreis César als beste Nachwuchsschauspielerin. Um nicht auf die Rolle des unschuldigen jungen Mädchens festgelegt zu bleiben, kaufte sich die damals 16-Jährige durch die Zahlung einer Million Francs von dem Vertrag mit Gaumont frei, der sie zu einer weiteren Fortsetzung von La Boum verpflichtet hatte.
Im Alter von 17 Jahren spielte Marceau mit Gérard Depardieu und Catherine Deneuve in Fort Saganne (1984) und drehte noch im selben Jahr mit Jean-Paul Belmondo die Komödie Fröhliche Ostern. In den folgenden Jahren stellte sie unter der Regie von Andrzej Żuławski ihre schauspielerische Vielseitigkeit unter Beweis, so in Liebe und Gewalt (1985), Meine Nächte sind schöner als deine Tage (1989), Blue Note (1991) und Die Treue der Frauen (2000).
Auf das breite Publikum irritierend wirkte ihre Rolle in dem Film Abstieg zur Hölle (1986): Claude Brasseur spielte dort den alkoholkranken Ehemann der inzwischen 19-jährigen Marceau, nachdem er in den beiden La-Boum-Filmen ihren Vater dargestellt hatte. Die freizügigen Erotikszenen wurden als „skandalös“ empfunden. Zu Beginn der 1990er-Jahre versuchte sich Marceau in Paris als Theaterschauspielerin. Für ihre Rolle der Eurydice in Jean Anouilhs gleichnamigem Theaterstück wurde sie 1991 als beste Nachwuchsschauspielerin mit dem Theaterpreis Molière ausgezeichnet.
Der internationale Durchbruch gelang Marceau in der Rolle der Prinzessin Isabelle in Mel Gibsons Schottenepos Braveheart (1995). Es folgten 1999 Ein Sommernachtstraum und Die Welt ist nicht genug. 1995 schrieb sie die halbautobiografische Erzählung Menteuse (Lügnerin) und arbeitete als Regisseurin. Ihr Debütfilm, Parlez-moi d’amour, erhielt 2002 auf dem Festival des films du monde (World Film Festival) in Montreal eine Auszeichnung für die beste Regiearbeit.
2012 wurde Marceau als Vorbild für die Büste des französischen Nationalsymbols Marianne, das in öffentlichen Gebäuden Frankreichs ausgestellt ist, ausgewählt.

## Filmografie (Auswahl)
- 1980: La Boum – Die Fete (La Boum)
- 1982: La Boum 2 – Die Fete geht weiter (La Boum 2)
- 1984: Fort Saganne
- 1984: Fröhliche Ostern (Joyeuses Pâques)
- 1985: Liebe und Gewalt (L’Amour braque)
- 1985: Der Bulle von Paris (Police)
- 1986: Abstieg zur Hölle (Descente aux enfers)
- 1988: Chouans! – Revolution und Leidenschaft (Chouans!)
- 1988: Die Studentin (L’Étudiante)
- 1989: Meine Nächte sind schöner als deine Tage (Mes nuits sont plus belles que vos jours)
- 1990: Pacific Palisades
- 1991: Blue Note (La Note bleue)
- 1991: Im Schatten der Golanhöhen (Pour Sacha)
- 1993: Fanfan & Alexandre (Fanfan)
- 1994: D’Artagnans Tochter (La Fille de d’Artagnan)
- 1995: Braveheart
- 1995: Jenseits der Wolken (Al di là delle nuvole)
- 1997: Anna Karenina
- 1997: Verborgenes Feuer (Firelight)
- 1997: Marquise – Gefährliche Intrige (Marquise)
- 1999: Get The Dog – Verrückt nach Liebe (Lost & Found)
- 1999: Ein Sommernachtstraum (A Midsummer Night’s Dream)
- 1999: James Bond 007 – Die Welt ist nicht genug (The World Is Not Enough)
- 2000: Die Treue der Frauen (La Fidélité)
- 2001: Belphégor (Belphégor, le fantôme du Louvre)
- 2002: Parlez-Moi d’Amour (Regie, Drehbuch)
- 2003: Alex & Emma
- 2003: Je reste!
- 2003: Les Clefs de bagnole
- 2004: À ce soir
- 2005: Anthony Zimmer (auch Fluchtpunkt Nizza)
- 2007: Zimmer 401 – Rückkehr aus der Vergangenheit (La Disparue de Deauville) (auch Regie und Drehbuch)
- 2008: Female Agents – Geheimkommando Phoenix (Les Femmes de l’ombre)
- 2008: LOL (Laughing Out Loud)
- 2008: Auf der anderen Seite des Bettes (De l’autre côté du lit)
- 2009: Don’t Look Back – Schatten der Vergangenheit (Ne te retourne pas)
- 2009: Cartagena (L’Homme de chevet)
- 2010: Vergissmichnicht (L’Âge de raison)
- 2012: Und nebenbei das große Glück (Un bonheur n’arrive jamais seul)
- 2013: Arrêtez-moi
- 2014: Ein Augenblick Liebe (Une rencontre)
- 2014: Er liebt mich, er liebt mich nicht – Toujours l’amour (Tu veux ou tu veux pas)
- 2015: La Taularde
- 2015: Aus tiefster Seele (Une Histoire d’âme, Fernsehfilm)
- 2018: Mrs. Mills von nebenan (Madame Mills, une voisine si parfaite) (auch Regie und Drehbuch)
- 2021: Alles ist gut gegangen (Tout s’est bien passé)
- 2022: I love America
- 2022: Une femme de notre temps

## Diskografie
- 1981: Dream in Blue (zusammen mit François Valery)

## Theater
- 1991: Eurydice (Théâtre de l’Œuvre, Rolle: Eurydice)
- 1993: Pygmalion (Théâtre Hébertot, Rolle: Eliza Dolittle)
- 2011: Une histoire d’âme (Une affaire d’âme/Föreställningar) von Ingmar Bergman (Théâtre du Rond-Point, Théâtre des Célestins, Théâtre national de Nice, Théâtre de Lorient, Théâtre du Jeu de Paume, Rolle: Viktoria)

## Bücher
- Menteuse. Stock, Januar 1996, ISBN 978-2-234-04573-6 (engl. Ausgabe: Telling Lies. Orion Publishing, Juni 2001, ISBN 978-0-7538-1431-4)

## Auszeichnungen
- 1983: César in der Kategorie Beste Nachwuchsdarstellerin für La Boum 2
- 1988: Preis beim Festival du Film de Cabourg in der Kategorie Beste Hauptdarstellerin für Chouans! – Revolution und Leidenschaft
- 1988: Jupiter in der Kategorie Beste Darstellerin International für Abstieg zur Hölle
- 1991: Moliere in der Kategorie Beste Nachwuchsdarstellerin für Eurydice
- 2000: Goldene Kamera in der Kategorie Film – International für James Bond 007 – Die Welt ist nicht genug[9]
- 2000: Nominierung für den Blockbuster Entertainment Award in der Kategorie Beste Nebendarstellerin – Action für James Bond 007 – Die Welt ist nicht genug
- 2000: Preis beim Festival du Film de Cabourg in der Kategorie Beste Hauptdarstellerin für Die Treue der Frauen
- 2002: Preis des World Film Festival in Montreal in der Kategorie Beste Regie sowie Nominierung für den Grand Prix des Amériques für Parlez-moi d’amour
- 2003: Ordre des Arts et des Lettres
- 2007: Grand Prix Special des Amériques beim World Film Festival in Montreal
- 2008: Jury-Preis beim Monte-Carlo Film Festival de la Comédie in der Kategorie Beste Hauptdarstellerin für LOL (Laughing Out Loud)